# Neosaissetia tropicalis
Neosaissetia tropicalis är en insektsart som beskrevs av Tao, Wong in Tao, Wong och Chang 1983. Neosaissetia tropicalis ingår i släktet Neosaissetia och familjen skålsköldlöss.
Artens utbredningsområde är Taiwan. Inga underarter finns listade i Catalogue of Life.